# Wagimo insularis
Wagimo insularis är en fjärilsart som beskrevs av Shirôzu 1957. Wagimo insularis ingår i släktet Wagimo och familjen juvelvingar. Inga underarter finns listade i Catalogue of Life.